# Houte-Si-Plou
Houte-Si-Plou (pronuncia: hutsiplú) és un veïnat del municipi belga de Neupré a la Valònia, a la desembocadura del ruisseau de Plainevaux al ruisseau du Fond de Martin poc abans de l'aiguabarreig amb l'Ourthe.
El nom en való significa «escolta si hi plou», el que es deia d'una mena de molí d'aigua que només funcionava quan plovia. A més, a la Bèlgica de parla francesa es fa servir com a resposta evasiva per qui no vol respondre a la qüestió: «D'on vens?» o «On vas?», i també com a sinònim de micropoble desconegut lluny de tot o «enlloc». El 15 desembre de 1995 s'hi va fundar la Universitat de Houte-Si-Plou.
El primer esment escrit del molí Hoûte-s'i-Ploû data de 1559. El el desembre de 1757 es va estrenar a Lieja l'òpera burlesca Li fièsse di Hoûte s'i Ploût («Festa major a Houte-Si-Plou»), una composició de Jean-Noël Hamal (1709-1778) amb un llibret de Pierre Grégoire de Vivario, burgmestre de 1769 a 1779.

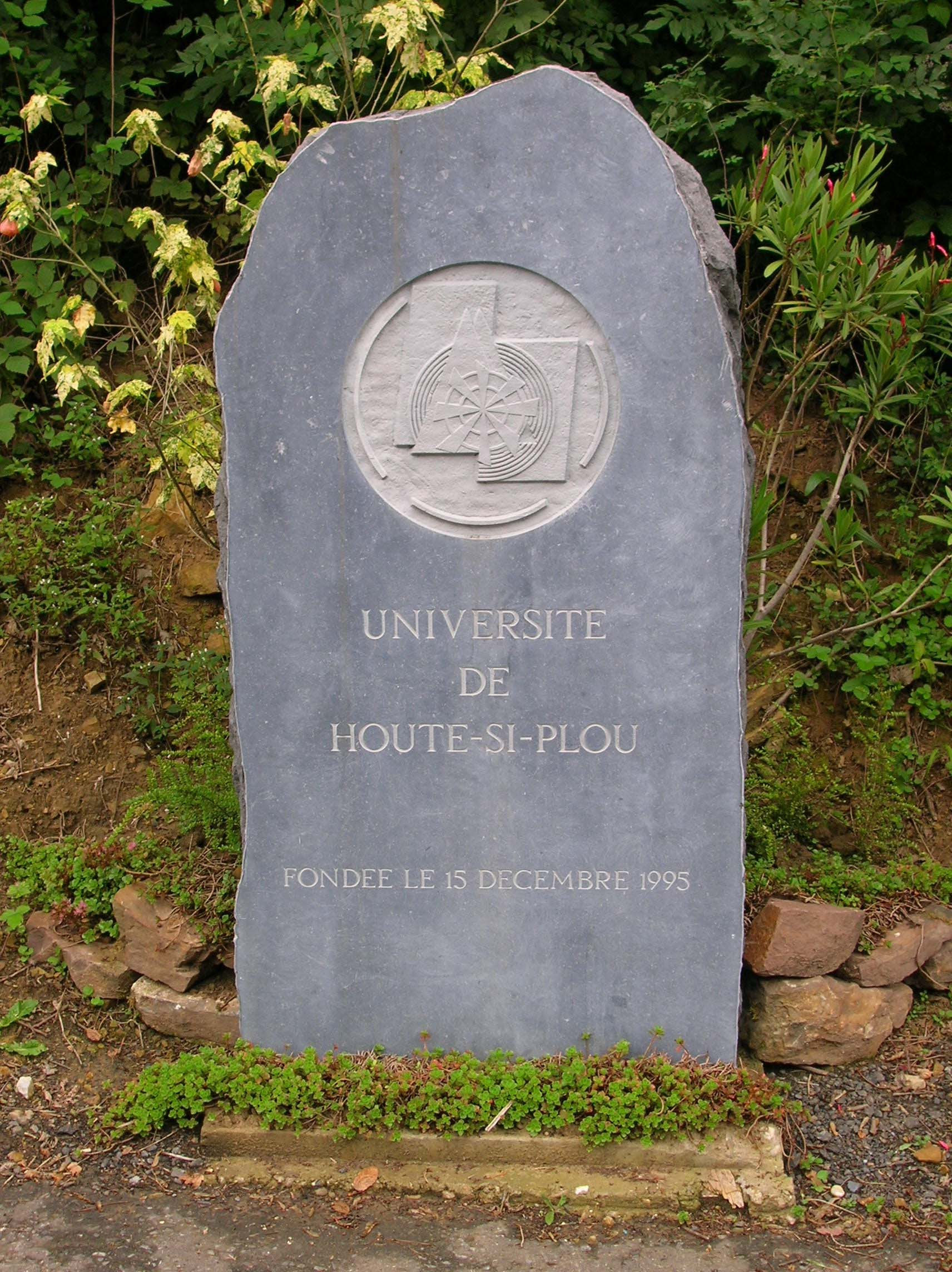
Làpida commemorativa de la fundació de la Universitat de Houte-Si-Plou

És un topònim que es troba en les terres de llengües romanes, sempre utilitzat per llocs al marge d'un riu on hi ha un molí. A la Catalunya del Nord, a Corbera al marge de la Ribera de Sant Julià hi el carreró Escolta si plou i un curs d'aigua del mateix nom. Hi ha també un grup de música occitana amb el mateix nom. A la mateixa Valònia hi uns quants veïnats amb noms semblants: Houte-Si-Plou (Aywaille), Xhoute-si-Plout (Manhay) i Houte-Si-Plou (Gerpinnes), tots amb el seu molí.